# Mergoscia
Mergoscia is een gemeente en plaats in het Zwitserse kanton Ticino, en maakt deel uit van het district Locarno.

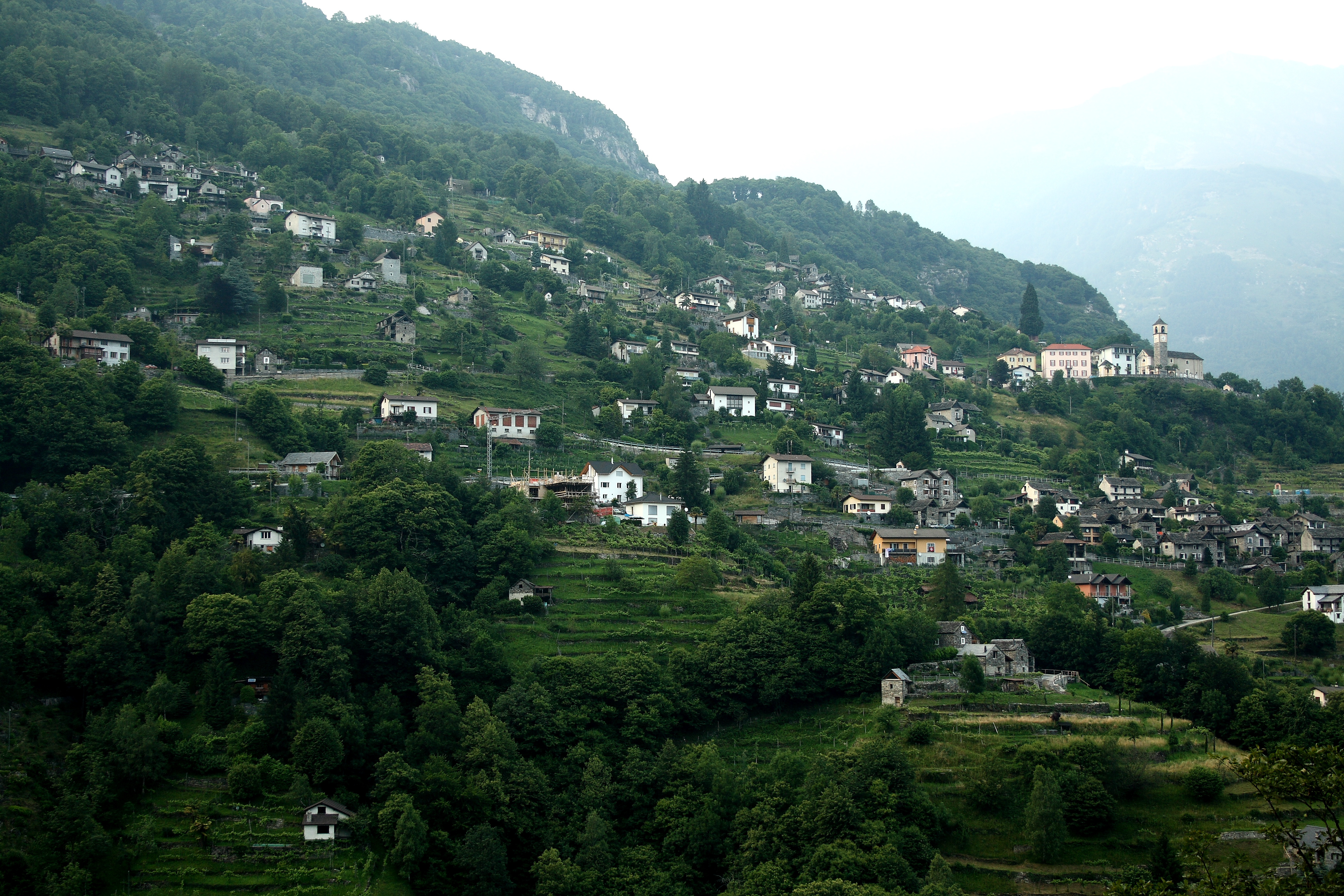
Mergoscia

Mergoscia telt 213 inwoners.